# 5822 Masakichi
5822 Masakichi è un asteroide della fascia principale. Scoperto nel 1989, presenta un'orbita caratterizzata da un semiasse maggiore pari a 2,4082630 UA e da un'eccentricità di 0,1756731, inclinata di 5,84000° rispetto all'eclittica.